# العلاقات المالديفية البيروية
العلاقات المالديفية البيروفية هي العلاقات الثنائية التي تجمع بين المالديف وبيرو.

## مقارنة بين البلدين
هذه مقارنة عامة ومرجعية للدولتين:
| وجه المقارنة                                              | المالديف       | بيرو                                   |
| --------------------------------------------------------- | -------------- | -------------------------------------- |
| المساحة (كم2)                                             | 298            | 1.29 مليون                             |
| عدد السكان (نسمة)                                         | 436.33 ألف     | 32.16 مليون                            |
| الكثافة السكانية (ن./كم²)                                 | 146.42 ألف     | 24.93                                  |
| العاصمة                                                   | ماليه          | ليما                                   |
| اللغة الرسمية                                             | اللغة الديفهي  | اللغة الإسبانية، اللغة الأيمرية، كتشوا |
| العملة                                                    | روفيه مالديفية | سول بيروفي جديد                        |
| الناتج المحلي الإجمالي (بليون دولار)                      | 4.60 مليار     | 211.39 مليار                           |
| الناتج المحلي الإجمالي (تعادل القوة الشرائية) بليون دولار | 5.23 مليار     | 393.13 مليار                           |
| الناتج المحلي الإجمالي الاسمي للفرد دولار أمريكي          | 8.39 ألف       | 6.03 ألف                               |
| الناتج المحلي الإجمالي للفرد دولار أمريكي                 | 12.53 ألف      | 11.99 ألف                              |
| مؤشر التنمية البشرية                                      | 0.706          | 0.740                                  |
| رمز المكالمات الدولي                                      | +960           | +51                                    |
| رمز الإنترنت                                              | .mv            | .pe                                    |
| المنطقة الزمنية                                           | ت ع م+05:00    | توقيت بيرو، 00                         |

## منظمات دولية مشتركة
يشترك البلدان في عضوية مجموعة من المنظمات الدولية، منها:
| علم المنظمة | اسم المنظمة                        | تاريخ انضمام المالديف | تاريخ انضمام بيرو |
| ----------- | ---------------------------------- | --------------------- | ----------------- |
|             | وكالة ضمان الاستثمار متعدد الأطراف | 19 مايو 2005          | 2 ديسمبر 1991     |
|             | منظمة الشرطة الجنائية الدولية      | ?                     | ?                 |
|             | منظمة حظر الأسلحة الكيميائية       | ?                     | ?                 |
|             | منظمة التجارة العالمية             | ?                     | ?                 |
|             | الأمم المتحدة                      | 21 سبتمبر 1965        | 31 أكتوبر 1945    |
|             | مؤسسة التمويل الدولية              | 2 فبراير 1983         | 20 يوليو 1956     |
|             | يونسكو                             | 18 يوليو 1980         | 21 نوفمبر 1946    |
|             | مؤسسة التنمية الدولية              | 13 يناير 1978         | 30 أغسطس 1961     |
|             | البنك الدولي للإنشاء والتعمير      | 13 يناير 1978         | 31 ديسمبر 1945    |
|             | الاتحاد البريدي العالمي            | ?                     | ?                 |
|             | الاتحاد الدولي للاتصالات           | 28 فبراير 1967        | 12 يوليو 1915     |

## وصلات خارجية
- موقع وزارة الخارجية المالديفية
- موقع وزارة الخارجية البيروفية